# GPALPP1
GPALPP1 (англ. GPALPP motifs containing 1) – білок, який кодується однойменним геном, розташованим у людей на короткому плечі 13-ї хромосоми. Довжина поліпептидного ланцюга білка становить 340 амінокислот, а молекулярна маса — 38 142.
| 10         |  | 20         |  | 30         |  | 40         |  | 50         |
| ---------- |  | ---------- |  | ---------- |  | ---------- |  | ---------- |
| MARDLIGPAL |  | PPGFKARGTA |  | EDEERDPSPV |  | AGPALPPNYK |  | SSSSDSSDSD |
| EDSSSLYEEG |  | NQESEEDDSG |  | PTARKQRKNQ |  | DDDDDDDDGF |  | FGPALPPGFK |
| KQDDSPPRPI |  | IGPALPPGFI |  | KSTQKSDKGR |  | DDPGQQETDS |  | SEDEDIIGPM |
| PAKGPVNYNV |  | TTEFEKRAQR |  | MKEKLTKGDD |  | DSSKPIVRES |  | WMTELPPEMK |
| DFGLGPRTFK |  | RRADDTSGDR |  | SIWTDTPADR |  | ERKAKETQEA |  | RKSSSKKDEE |
| HILSGRDKRL |  | AEQVSSYNES |  | KRSESLMDIH |  | HKKLKSKAAE |  | DKNKPQERIP |
| FDRDKDLKVN |  | RFDEAQKKAL |  | IKKSRELNTR |  | FSHGKGNMFL |  |            |

A: Аланін

D: Аспарагінова кислота

E: Глутамінова кислота

F: Фенілаланін

G: Гліцин

H: Гістидин

I: Ізолейцин

K: Лізин

L: Лейцин

M: Метіонін

N: Аспарагін

P: Пролін

Q: Глутамін

R: Аргінін

S: Серин

T: Треонін

V: Валін

W: Триптофан

Кодований геном білок за функцією належить до фосфопротеїнів. 
Задіяний у таких біологічних процесах, як ацетилювання, альтернативний сплайсинг. 